# Rodica Marinescu
Rodica Marinescu (născută la 8 mai 1989) este o gimnastă română componentă a lotului lărgit de gimnastică feminină al României.